# Велика награда Катара
Велика награда Катара је планирана трка Формуле 1. Очекује се да се први пут одржи 21. новембра у оквиру шампионата 2021. године, а да ће се поново придружити календару 2023. под 10-годишњим уговором. Трка ће се одржати на Међународној стази Лосаил, пре него што се 2023. пресели на нову, наменски изграђену стазу. Трка ће бити трећа ноћна у календару Формуле 1, након Велике награде Сингапура и Бахреина.

## Историја

### Порекло
Сезона Формуле 1 2021. првобитно је била планирана са 23 трке. Уводна трка сезоне, Велика награда Аустралије, првобитно је одложена због ограничења КОВИД-19 у земљи пре него што је отказана.
Отказивање Велике награде Аустралије догодило се касно током сезоне и оставило је празно место у календару, а инаугурална Велика награда Катара је најављена као њена замена у октобру 2021.

### 2021
Инаугурационо издање Велике награде Катара требало би да се одржи 21. новембра, уместо отказане Велике награде Аустралије.

### 2023
Након једногодишњег паузе у 2022, Велика награда Катара ће се вратити у календар са 10-годишњим уговором од 2023. до 2032. на новој наменској стази.

## Критика спортског прања
Велика награда је добила критике од Амнести интернашонал на основу људских права у Катару.

## Званично име
- 2021: Ooredoo Qatar Grand Prix[5]

## Победници Велике награде Катара

### По години
| Година | Возач         | Конструктор | Место  |
| ------ | ------------- | ----------- | ------ |
| 2021   | Луис Хамилтон | Мерцедес    | Лусаил |